# Guelta

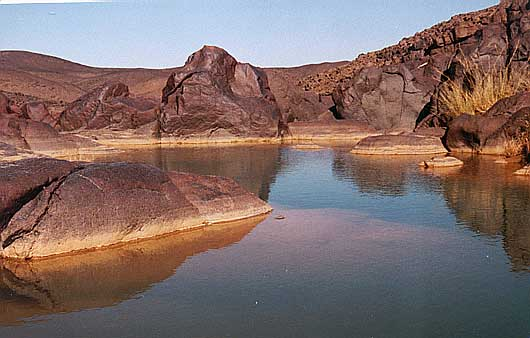
Una guelta, cerca del Adrar de los Iforas (Mali).

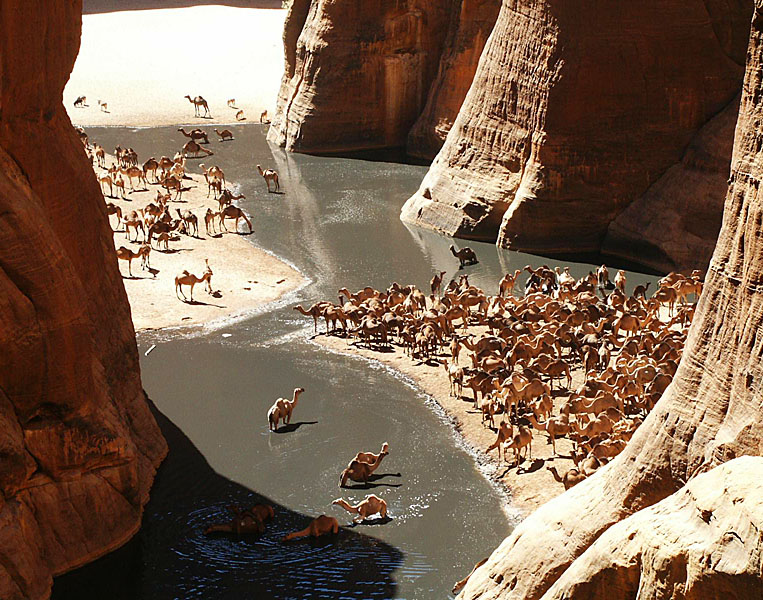
Camellos en el guelta d'Archei, el más famoso guelta del Sáhara (Chad).

Guelta (pron. ['gelta]) es un término árabe utilizado en África del Norte para referirse a cualquier cuenca de agua natural, desde una poza de agua a un verdadero lago. El término bereber correspondiente es agelman (Marruecos) / agelmam (en tuareg) / agelmim (en Cabilia).
El término designa espejos de agua que pueden ser temporales, estacionales o permanentes. Pueden tener un emisario o estar constreñidos en una cuenca sin salida superficial y se forman cuando el agua subterránea en zonas de depresión aflora a la superficie y crea piscinas permanentes y embalses.
Puede estar en el lecho de un uadi, o en cisternas naturales en la roca. En este caso, suelen estar protegidos de la fuerte exposición al sol en las zonas de montaña, por ejemplo, en Ennedi (Chad) o en Adrar de los Iforas (Malí). En el Atlas Medio, al sur de Azrú, hay una región rica en lagos de origen volcánico, la región de los Agelman; el mayor y más conocido, de unos 3 km de largo, es el Agelman n Sidi Ali u Mohand.
Los términos guelta o aguelmane a menudo entran en los topónimos, por ejemplo, en el nombre de la localidad de Guelta Zemmur («estanque de olivas») en el Sáhara Occidental.